# 巴铃镇
巴铃镇，是中华人民共和国贵州省黔西南布依族苗族自治州兴仁市下辖的一个乡镇级行政单位。
2015年1月21日，贵州省人民政府批复同意兴仁县乡镇行政区划调整，新设置的巴铃镇辖原巴铃镇（除西洋村外）和原民建乡三家寨村、林家田村、战马田村、牛场坪村，镇人民政府驻西街社区。

## 行政区划
巴铃镇下辖以下地区：
西街社区、东街社区、绿荫河社区、小坪寨村、卡子村、大普村、木桥村、堡营村、陈家沟村、者纳河村、百卡村、紫冲村、尤家寨村、小寨村、大荒坪村、公德村、花坝村、三家寨村、林家田村、站马田村和牛场坪村。

## 中国传统村落
2012年，百卡村卡嘎布依寨被评为首批“中国传统村落”。